# 生物螢光
生物熒光（Biofluorescence）是一種生物體發出熒光的機制。與生物發光不同的是：生物熒光是透過其體內的熒光蛋白，利用與熒光近似的機制，透過來吸收特定波段的光波，然後再發放另一個波段的光波。這種熒光蛋白過往只在刺胞動物門物種中發現，但現時在生物樹上多個系列的物種上都找得到，特別是珊瑚魚物種：學者於16個目、50個科、105個屬及超過180個物種的珊瑚魚身上發現熒光蛋白，比預期中常見。這些魚類的視力都比較靈敏，而且其眼內的視神經亦能夠接收這些熒光。

## 例子
以下為根據公共科学图书馆的《PLoS ONE》期刊列出的可發出螢光的生物的列表（不包括刺胞動物）:
- Cephaloscyllium ventriosum（英语：Cephaloscyllium ventriosum）
- Urobatis jamaicensis（英语：Urobatis jamaicensis）
- 异吻长鼻鳎 Soleichthys heterorhinos
- 哈氏鰐鯒 Cociella hutchinsi;
- 细蛇鲻 Saurida gracilis;
- 大斑躄魚 Antennarius maculatus;
- 玫瑰毒鮋 Synanceia verrucosa;
- Kaupichthys brachychirus（英语：Kaupichthys brachychirus）;
- Kaupichthys nuchalis（英语：Kaupichthys nuchalis）;
- 紅鰭冠海龍 Corythoichthys haematopterus;
- Gillellus uranidea（英语：Gillellus uranidea）;
- Eviota屬物種;
  - Eviota atriventris;
- 藍刺尾魚（Acanthurus coeruleus）的幼體；
- 雙線眶棘鱸 Scolopsis bilineata
- 玳瑁[3]

## 參看
- 生物發光